# Posedlost (Star Trek)
Posedlost (v anglickém originále Obsession) je třináctý díl druhé řady seriálu Star Trek. Premiéra epizody v USA proběhla 15. prosince 1967, v České republice 31. ledna 2003.

## Příběh
Hvězdného data 3619.2 je kapitán James Tiberius Kirk na povrchu planety, kde našli zásoby tritania, prvku více než 20x tvrdšího než diamant. Při výsadku členové výsadku ucítí nasládlou vůni medu. Kirk znejistí, nechá prozkoumat oblast a zároveň upozorňuje své muže, aby pátrali po známkách dikironia. Spock nechápe Kirkovo jednání a upozorňuje, že dikironium existuje pouze v laboratorních podmínkách. Dvojice mužů umírá po napadení zvláštním oblakem dýmu. Kirk rovnou oznamuje, že při ohledání bude zjištěno, že jim z těl zmizely veškeré červené krvinky. Jeden přeživší je transportován na ošetřovnu, kde následně také umírá.
Kirk objasňuje, že se s tímto jevem už setkal před jedenácti lety na palubě lodi USS Farragut, kde mlžná bytost zabila přes dvě stě lidí. Je podrážděný a nereaguje varování ostatních členů posádky, že na náklad vakcín na USS Enterprise čeká USS Yorktown, která má vakcíny následně dopravit na planetu Theta VII, kde jsou zapotřebí. Kirk je doslova posedlý zabitím mlžné entity a vydává se zpět na povrch planety společně s mladým šéfem bezpečnostních složek, poručíkem Garrovickem. S jeho otcem byl Kirk na lodi USS Farragut, ale tehdy kapitán Garrovick starší setkání s entitou nepřežil. Při dalším setkání s tvorem umírají další dva lidé, ale Kirk obviňuje Garrovicka, že vystřelil pozdě. Sám se tak obviňuje z událostí před jedenácti roky, kde sám zaváhal. Dr. McCoy už zvažuje, zdali kapitána nepostavit mimo službu, kvůli panické posedlosti zabít neznámého tvora. Nakonec se rozhodne tak neučinit. Mlžná entita opouští planetu a Kirk velí tvora pronásledovat. Ve vesmíru se entita obrací a míří proti Enterprise a dostává se na palubu, kde zabíjí další dva členy posádky.
Spock se snaží mladému Garrovickovi vysvětlit, že obviňování z pozdní reakce je pro lidský druh poměrně stejné. V ten moment se do kabiny začne dostávat entita ventilační šachtou. Spock vyhodí Garrovicka a sám se snaží otvor ucpat. Scotty nechává vytvořit ve ventilaci podtlak. Spock napadení přežívá, protože jeho červené krvinky nejsou založeny na železu, ale mědi a jeho krev obsahuje málo hemoglobinu. Kirk ucítí, že nasládlá vůně změnila a později z toho dedukuje, že se entita bude vracet na místo, kde před jedenácti lety napadla loď na které sloužil. Vysvětluje Garrovickovi, že není jeho chybou, že vystřelil pozdě, protože by se stalo to samé, jako kdyby nezaváhal. Kirk a Garrovick nastražují na planetě past v podobě nádoby s krví a nedaleko umisťují bombu pro zničení tvora. Ten je však zaskočí, když vysaje jejich návnadu dříve, než chtějí. Kirk posílá Garrovicka zpět na loď, ale ten neuposlechne a snaží se neúspěšně Kirka omráčit. Kapitán mu slíbí záznam do hlášení a podotýká, že se nechce obětovat, ale nalákat tvora k bombě. V momentě, kdy se entita přiblíží, nechává sebe i Garricka transportovat a dálkově odpálit nálož.
Spock má nejprve problémy s jejich zhmotněním v transportéru, ale nakonec se podaří. Kirk pak dává rozkaz k místu setkání s USS Yorktown a zve mladého poručíka do své kajuty, že mu řekne pár historek o jeho otci.